# إيدير كورتي
إيدير كورتي (بالإنجليزية: Eder Kurti)‏ هو ملاكم محترف بريطاني يصنف ضمن فئة الوزن المتوسط بدأ مسيرته الاحترافية سنة 2004.

## إحصائيات
خاض خلال مسيرته 19 نزالا، فاز في 14 ولم يتعادل وخسر في 5. فاز بالضربة القاضية في نزالين.

## روابط خارجية
- إيدير كورتي على موقع بوكس ريك (الإنجليزية) (registration required)